# Лучшие африканские книги XX века
«Лучшие африканские книги XX века» — культурный проект учёных, писателей, издателей и книготорговцев Африки.

## История проекта
В феврале 2000 года крупнейший кенийский историк африканских обществ и культур Али Мазруи объявил о начале коллективной работы над проектом «Сто лучших африканских книг XX века». Проект разворачивался под эгидой Международной книжной ярмарки в Хараре при содействии Сети африканских книгоиздателей, Ассоциации книготорговцев Африки и Ассоциации африканских писателей. Сформированный ими короткий список включал 500 названий из первоначальных 1 521. На этой основе жюри из 16 авторитетных ученых и советников посольств, возглавлявшееся вице-президентом Кейптаунского университета, профессором Нджабуло Ндебеле, отобрало окончательные 100 названий.
Итоговый список обнародовали 18 февраля 2002 года — через два года работы — в Гане. Торжество по этому поводу, планировавшееся на книжной ярмарке в Хараре, из-за политических волнений в Зимбабве перенесли в Кейптаун и прошло в августе 2002 года. Наконец, из 100 книг-финалистов выбрали 12 победителей, ниже их авторы перечисляются в алфавитном порядке. Список в 100 названий включает художественную литературу, нон-фикшн и детскую литературу.

## Двенадцать книг-победителей
| Название на русском                  | Название на языке оригинала              | Год издания | Автор                 | Страна   | Примечания         |
| ------------------------------------ | ---------------------------------------- | ----------- | --------------------- | -------- | ------------------ |
| И пришло разрушение                  | англ. Things Fall Apart                  | 1958        | Чинуа Ачебе           | Нигерия  |                    |
| Сосу зовёт                           | англ. Sosu's Call                        | 1997        | Мешак Асаре           | Гана     | детская литература |
| Такое длинное письмо                 | фр. Une si longue lettre                 | 1979        | Мариама Ба            | Сенегал  |                    |
| Беспокоящие обстоятельства           | англ. Nervous Conditions                 | 1988        | Цици Дангарембга      | Зимбабве |                    |
| Любовь, фантазия                     | фр. L'Amour, la fantasia                 | 1985        | Ассия Джебар          | Алжир    |                    |
| Старшинство негритянских цивилизаций | фр. Antériorité des civilisations nègres | 1967        | Шейх Анта Диоп        | Сенегал  | нон-фикшн          |
| Сомнамбулическая земля               | порт. Terra Sonâmbula                    | 1992        | Миа Коуту             | Мозамбик |                    |
| Каирская трилогия                    | араб. ثلاثية القاهرة‎                     | 1956—1957   | Нагиб Махфуз          | Египет   |                    |
| Чака                                 | сесото Chaka                             | 1925        | Томас Мокопу Мофоло   | Лесото   |                    |
| Собрание стихотворений               | фр. Oeuvre poétique                      | 1990        | Леопольд Седар Сенгор | Сенегал  |                    |
| Пшеничное зерно                      | англ. A Grain Of Wheat                   | 1967        | Нгуги Ва Тхионго      | Кения    |                    |
| Аке: годы детства                    | англ. Ake: The Years of Childhood        | 1981        | Воле Шойинка          | Нигерия  |                    |

## Нобелевские лауреаты в списке
Кроме вошедших в перечень книг-победителей романов Нагиба Махфуза и автобиографической повести Воле Шойинки, среди 100 лучших названы романы «Дочь Бургера» Надин Гордимер (1979) и «Жизнь и время Михаэла К.» Дж. М.Кутзее (1983).

## Русские переводы
Из списка книг-победителей на русский язык переведены произведения Чинуа Ачебе, Нгуги Ва Тхионго, Воле Шойинки, Мариамы Ба и Ассии Джебар. В 1969 году была издана книжечка избранной лирики Сенгора.